# Haemophilus influenzae b-Infektion
Die invasive Haemophilus-influenzae-b-Infektion ist eine der schwersten bakteriellen Infektionen in den ersten fünf Lebensjahren. Der Erreger kommt nur beim Menschen vor und findet sich vor allem auf den Schleimhäuten der oberen Atemwege.
Erreger ist Haemophilus influenzae vom Typ b (Hib), ein gramnegatives Bakterium, das von Mensch zu Mensch über Tröpfcheninfektion verbreitet wird. Die Inkubationszeit beträgt zwei bis fünf Tage. Danach können fieberhafte Infektionen des Nasenrachenraums mit Mittelohr-, Nasennebenhöhlen- und Lungenentzündung auftreten. Gefürchtete Komplikationen sind Hirnhautentzündungen oder Entzündungen des Kehldeckels, die mit Erstickungsanfällen einhergehen. Bleibende Schäden und Todesfälle sind möglich.
Solange Keime aus dem Nasenrachenraum isoliert werden können, besteht Ansteckungsgefahr. Sehr selten erfolgt eine erneute Infektion bei Kindern unter zwei Jahren. Ein erhöhtes Infektions- und Komplikationsrisiko besteht bei eingeschränkter Funktion oder nach entfernter Milz.

## Krankheitsbild
Bekapselte oder unbekapselte Haemophilus influenzae besiedeln natürlicherweise die Schleimhäute, insbesondere die der oberen Atemwege. Sie können aber dort z. B. infolge eines viralen Infektes zu eitrigen Infektionen führen.
Übertragen werden die Bakterien über Tröpfcheninfektion oder direkten Kontakt, die Inkubationszeit liegt zwischen zwei und fünf Tagen. Sowohl Kranke als auch gesunde Keimträger können ansteckend sein. Die Krankheit beginnt als fieberhafte Infektion des Nasenrachenraums und kann dann Mittelohr- und Nasennebenhöhlenentzündung, akute Bronchitis und Lungenentzündung hervorrufen, überwiegend durch unbekapselte Stämme. Bei einer Mittelohrentzündung kann Haemophilus influenzae auch Biofilme ausbilden, die eine Therapie erschweren.
Bekapselte Stämme wie Haemophilus influenzae Typ b aber auch Stämme des Biotyps I und II können gelegentlich die Schleimhautbarriere (Mukosabarriere) überwinden. Das Kapselpolysaccharid vermittelt hierbei die Virulenz, auch das Lipopolysaccharid unterstützt eine invasive Infektion. Hierbei gelangen die Bakterien zwischen den Epithelzellen in die Submukosa und können sich vom Nasen-Rachenraum über den Blutweg in andere Organe ausbreiten – mit entsprechendem Krankheitsbild (Sepsis, Arthritis, Osteomyelitis, Phlegmone, Perikarditis).
Die schwerwiegendste bzw. bedrohlichste Komplikation ist eine eitrige Hirnhautentzündung (Meningitis). Sie kann auch von einer Ohrinfektion ausgehen. Klinisch ist sie nicht von einer Meningokokken-Meningitis unterscheidbar. Die ersten Symptome sind Reizbarkeit, Schläfrigkeit oder Erbrechen. Nach 12 bis 24 Stunden steigt der Hirndruck mit weiteren Symptomen (Krämpfe, Bewusstlosigkeit, Atemstillstand, Hypothermie, Schock mit Verbrauchskoagulopathie). Unbehandelt sterben 20 bis 60 Prozent der Erkrankten, die eine Meningitis entwickeln. Auch bei rechtzeitiger Behandlung mit Antibiotika beträgt die Todesrate noch mehr als fünf Prozent. Nach überstandener Hirnhautentzündung kommt es oftmals zu Defektheilungen mit dauerhaften Schäden des Nervensystems wie Hörschäden (auch Taubheit), Sehstörungen (auch Blindheit) oder geistigen Störungen (20–40 %). Etwa fünf Prozent der Kinder sind nach einer Hib-Hirnhautentzündung körperlich und geistig schwerstbehindert.
Weitere Komplikationen einer Infektion können sehr plötzlich einsetzende Kehldeckelentzündungen (akute Epiglottitis) bzw. eine akute Kehlkopfverengung (Larynxstenose) mit Erstickungsgefahr, Brustfell- oder Gelenkentzündung, Blutvergiftung und Knochenhautentzündung sein. Das Vollbild entwickelt sich innerhalb 2 bis 24 Stunden. Sie geht mit einem hohen Fieber einher und kann innerhalb kürzester Zeit in ein fulminantes Stadium gelangen. Falls man keine lebensrettende Intubation durchführen kann, versterben die meisten bereits auf dem Weg zum Arzt bzw. zur Klinik.
Bei Erwachsenen kommt es zu Sekundärinfektionen mit H. influenzae, zum Beispiel nach einer akuten Bronchitis oder einer virusbedingten Lungenentzündung. Bei Rauchern ist die Epithelbarriere der Bronchialschleimhaut aufgrund des Nikotins bereits vorgeschädigt, was eine Invasion auch durch unbekapselte, körpereigene Stämme begünstigt. Dies führt zu einer chronischen Bronchitis (Raucherhusten).
Bevor Impfstoffe in Ländern der Dritten Welt zugänglich waren, starben im Jahre 2000 weltweit noch geschätzt 371.000 Kinder unter 5 Jahren an dieser impfpräventablen Infektion, über 8 Millionen Kinder erkrankten. Heute wie damals sind insbesondere Kinder zwischen dem 6. Lebensmonat und dem 4. Lebensjahr betroffen. Eine Hib-Infektion hinterlässt eine Immunität gegen Hib.

## Therapie
Einer diagnostizierten Infektion wird mit der Gabe von Ampicillin begegnet; die Therapie sollte so früh wie möglich beginnen. Eine mögliche Resistenz gegenüber diesem Antibiotikum wird plasmidkodiert übermittelt und wird zunehmend beobachtet. Daher werden alternativ Cephalosporine der 3. Generation (10–15 % intravenös) oder Chinolone bzw. auch Makrolide (z. B. Clarithromycin) empfohlen.
Falls Kinder infolge der Infektion an einer akuten Mittelohrentzündung erkranken, werden leichte Fälle antibiotisch nicht behandelt, andernfalls mittels Amoxicillin. Die parallele Gabe von Clavulansäure kann der β-Laktamase von Hib entgegenwirken.

## Chemoprophylaxe
Im Falle einer durch Haemophilus influenzae verursachten Meningitis (Hirnhautentzündung) erhalten enge Kontaktpersonen des Patienten eine Chemoprophylaxe mit Rifampicin, Schwangere mit 500 mg Ceftriaxon.
Bei Wohngemeinschaften oder Familien mit ungeimpften bzw. unzureichend geimpften Kindern unter 4 Jahren bzw. mit Immunsupprimierten kann zur Prophylaxe Rifampicin gegeben werden (tägliche Einzeldosis von 20 mg/kg Körpergewicht über vier Tage). Erwachsene können alternativ auch eine Einzeldosis von 500 mg Ciprofloxacin erhalten. Kleinkinder unter einem Monat sind durch den Nestschutz geschützt.

## Meldepflicht
Wenn der Erreger Haemophilus influenzae direkt via Blut- oder Liquortest nachgewiesen wird, ist dies in Deutschland meldepflichtig gemäß § 7 Absatz 1 Nr. 18 des Infektionsschutzgesetzes (IfSG). Die Leitung einer Gemeinschaftseinrichtung (z. B. in einem Kindergarten) muss das Gesundheitsamt beim Auftreten einer Hib-Hirnhautentzündung (Meningitis) oder eines Verdachtsfalles gemäß § 34 IfSG informieren. Bis zum Ende der Kontagiosität darf diese Einrichtung nicht besucht werden. Schließlich ist auch ein Auftreten oder der Verdacht einer Hib-Meningitis in einer Wohngemeinschaft gemäß § 34 IfSG Absatz 3 zu melden.
In der Schweiz ist ein laboranalytischer Befund von invasiver Haemo-philus-influenzae-Erkrankung für Ärzte, Spitäler usw. meldepflichtig und zwar nach dem Epidemiengesetz (EpG) in Verbindung mit der Epidemienverordnung und Anhang 1 der Verordnung des EDI über die Meldung von Beobachtungen übertragbarer Krankheiten des Menschen.
In Österreich sind sowohl eine Haemophilus influenzae-Meningitis als auch alle invasiven influenzae-Erkrankungen als invasive bakterielle Erkrankungen (Meningitiden und Sepsis) meldepflichtig. Dies bezieht sich nach § 1 Abs. 1 Nummer 2 Epidemiegesetz 1950 auf Erkrankungs- und Todesfälle.

## Impfung
Nach der Einführung der allgemeinen Impfung von Kindern Anfang der 1990er Jahre wurde weltweit ein dramatischer Rückgang der Fallzahlen von Infektionen durch Haemophilus influenzae Typ b beobachtet. So fiel die Inzidenz in den USA bei unter Fünfjährigen von über 80 auf 0,5 pro 100.000. In der Folge wurden Wiederanstiege unter geimpften Kindern und Heranwachsenden in Großbritannien und den Niederlanden verzeichnet. 2018 wurden 851 Fälle invasiver Infektionen durch Haemophilus influenzae in Deutschland gemeldet, davon 40 bei Kindern im Alter bis 5 Jahren und 646 bei Erwachsenen über 59 Jahre. Von den gemeldeten Fällen konnten wiederum 36 eindeutig dem Kapseltyp b zugeordnet werden. Wichtig ist, die Kinder so früh wie möglich entsprechend den offiziellen Empfehlungen zu impfen, denn Säuglinge sind die am meisten gefährdete Gruppe.
Meist werden Kombinationsimpfstoffe eingesetzt, die als einen Anteil die Hib-Komponente beinhalten. Gelegentlich wird über Impfreaktionen wie leichte Temperaturerhöhung oder Rötung und Schwellung an der Einstichstelle berichtet. Im Allgemeinen treten diese Reaktionen nach der zweiten und dritten Impfung etwas häufiger auf. Die Impfung richtet sich gegen Serotyp b, gegen andere Serotypen oder unbekapselte Stämme zeigt er keine Wirkung.
Geimpft werden sollten ferner unbedingt alle Patienten ohne Milz (z. B. nach einer Splenektomie) oder mit bestimmten Erkrankungen, die die Funktion der Milz beeinträchtigen (funktionelle Asplenie).